# Eduard von Liebert

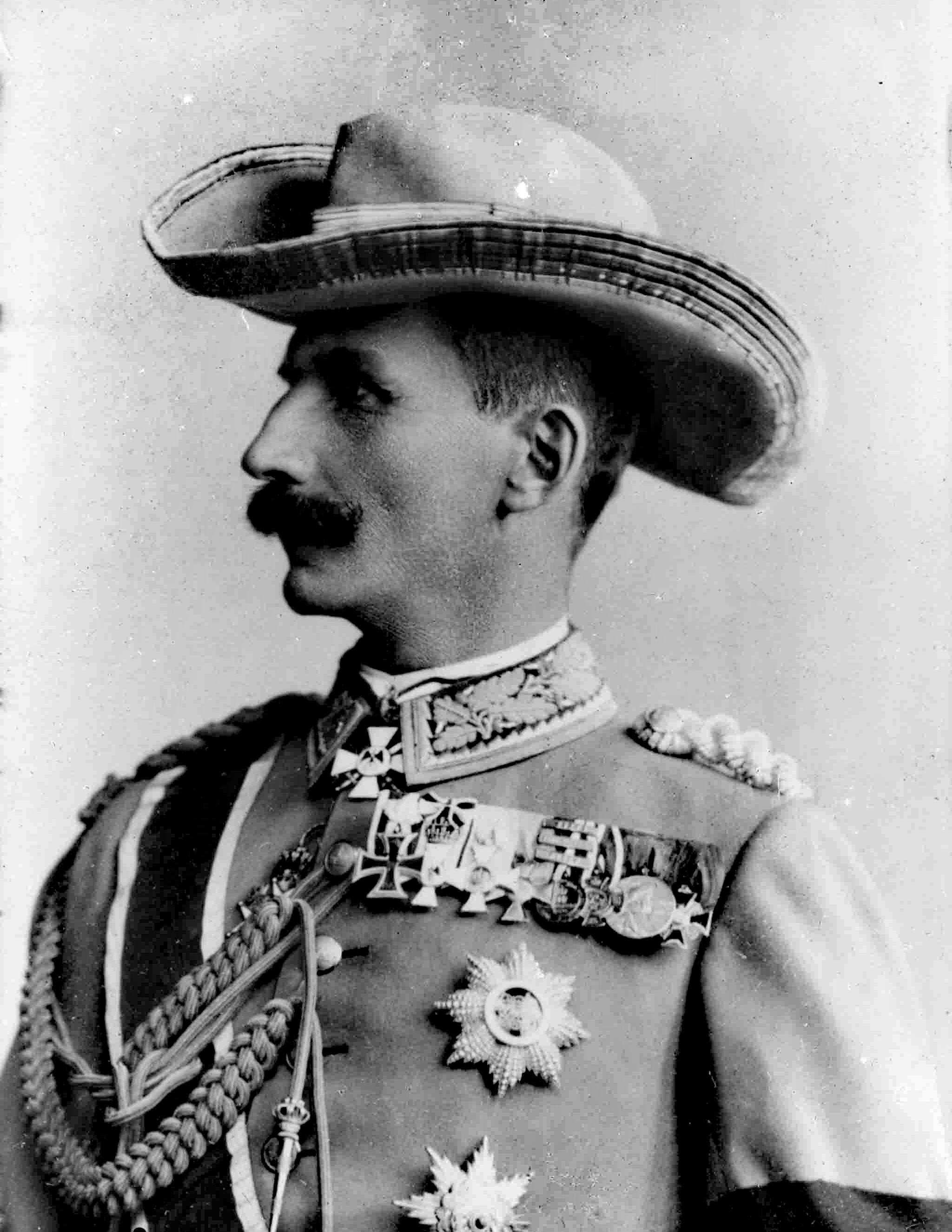
Eduard von Liebert

Eduard Wilhelm Hans Liebert, seit 1900 von Liebert (* 16. April 1850 in Rendsburg; † 14. November 1934 in Tscheidt, Kreis Leobschütz, Provinz Niederschlesien) war ein preußischer Offizier, zuletzt General der Infanterie sowie Gouverneur von Deutsch-Ostafrika. Er war außerdem von 1907 bis 1914 Mitglied des Reichstages und betätigte sich zudem als Militärschriftsteller.

## Leben

### Herkunft
Er entstammte einer schlesischen Familie und war der Sohn des preußischen Majors im Generalstabs Friedrich Wilhelm Liebert (1805–1853) und dessen Ehefrau Friederike Karoline, geborene Schindler (1829–1908).

### Militärlaufbahn
Nach seiner Erziehung im Kadettenkorps wurde Liebert am 13. Juni 1866 als Portepee-Fähnrich dem 3. Posenschen Infanterie-Regiment Nr. 58 der Preußischen Armee in Glogau überwiesen. Im Deutschen Krieg nahm er an den Schlachten bei Nachod, Skalitz und Königgrätz sowie den Gefechten bei Schweinschädel und Gradlitz teil. Während des Krieges wurde er zum Sekondeleutnant befördert. Ab 1. Oktober 1869 war er Adjutant des II. Bataillons. In dieser Stellung nahm Liebert während des Krieges gegen Frankreich 1870/71 an der Einschließung von Paris, den Schlachten bei Wörth (in der er leicht verwundet wurde), am Mont Valérien, sowie den Gefechten bei Malmaison und Garches teil. Für seine Leistungen erhielt er das Eiserne Kreuz II. Klasse.
Vom 20. Juni bis 19. September 1872 diente Liebert als Adjutant der 20. Infanterie-Brigade in Posen und absolvierte ab 1. Oktober 1872 für drei Jahre die Kriegsakademie. Während dieser Zeit war er vom 23. Juli bis zum 30. September 1874 zur Dienstleistung beim Posenschen Feldartillerie-Regiment Nr. 20 kommandiert. Vom 1. bis 21. Juli 1875 nahm er an einer Übungsreise des Generalstabes des V. Armee-Korps teil und wurde während des Manövers am 6. Juli zur Führung ausländischer Offiziere abgestellt. Unter Stellung à la suite wurde Liebert am 1. Januar 1876 als Lehrer zur Kriegsschule nach Hannover versetzt. Vom 3. Januar bis zum 20. Februar 1877 wurde er zur Dienstleistung beim Königs-Ulanen-Regiment (1. Hannoversches) Nr. 13 abkommandiert. Im Jahr darauf war Liebert zur Teilnahme an einer Übungsreise des X. Armee-Korps vom 1. bis 12. August 1878 abkommandiert. Unter der Belassung in seinem Kommando wurde Liebert am 15. August 1878 à la suite des 1. Westfälischen Infanterie-Regiments Nr. 13 gestellt und am 17. September zum Hauptmann befördert.
Gemeinsam mit dem Kartografen Julius Iwan Kettler sowie dem Tropen-erfahrenen „Konsul G. A. Wilhelmy“, dem hannoverschen Oberlehrer Mejer und dem Physik-Professor Gustav von Quintus-Icilius gehörte der Kriegschullehrer Eduard Liebert zu den insgesamt zwölf Bürgern, die am 27. September 1878 zunächst ein „Provisorisches Komitee für die Stiftung einer Geographischen Gesellschaft zu Hannover“ bildeten.
Als Hauptmann war Liebert vom 3. Januar bis 19. Februar 1879 zur Dienstleistung beim Hannoverschen Füsilier-Regiment Nr. 73 kommandiert. Anschließend folgte seine Versetzung in den Großen Generalstab und ab 23. Dezember 1880 eine Tätigkeit als Lehrer an der Kriegsschule Metz. Unter Belassung in seinem Kommando im Großen Generalstab wurde er am 2. April in den Generalstab der Armee versetzt.
Liebert war vom 1. Januar 1882 bis zum 4. Dezember 1884 Mitglied der Ober-Militär-Examinierungs-Kommission. Seit dem 18. April 1882 war er zum Generalstab des III. Armee-Korps nach Berlin versetzt worden. Vom 1. November 1882 bis zum 30. September 1884 war er als Lehrer an der Kriegsakademie tätig. Ab dem 13. September 1882 war er Mitglied der Studienkommission für die Kriegsschulen. Zum Großen Generalstab wurde er am 13. Dezember 1883 versetzt.
In das 2. Hanseatische Infanterie-Regiments Nr. 76 nach Hamburg wurde Liebert am 4. Dezember 1884 versetzt und zum Chef der 3. Kompanie ernannt, bevor er am 5. Dezember 1885 unter der Überweisung zum Großen Generalstab in den Generalstab der Armee zurückversetzt wurde. Als Erster Generalstabsoffizier folgte am 29. Dezember 1885 seine Versetzung in den Generalstab der 12. Division in Neiße und am 20. Februar 1886 die Beförderung zum überzähligen Major. Am 20. September 1887 wieder in den Großen Generalstab versetzt, war Liebert zeitgleich vom 1. November 1887 bis 6. Februar 1891 auch Lehrer an der Kriegsakademie.
Mit der Führung der Gesandtschaft des Sultans von Zanzibar wurde er in der Zeit vom 25. September bis zum 9. Oktober 1889 betraut. Vom 1. April 1889 bis zum 1. Juli 1890 wurde er mit der Stellvertretung des Reichskommissars für Ostafrika beauftragt.
Am 7. Februar 1891 wurde Liebert als Erster Generalstabsoffizier in den Generalstab des X. Armee-Korps nach Hannover versetzt und am 16. Mai 1891 zum Oberstleutnant befördert. In dieser Stellung erhielt er am 29. März 1892 den Rang und die Gebührnisse eines Abteilungschefs. Unter Beibehaltung dieses Kommandos und unter Stellung à la suite des Generalstabes der Armee wurde er am 17. Mai 1892 in den Nebenetat des Großen Generalstabs versetzt, bevor man Liebert schließlich am 28. Juli 1892 zum Chef des Generalstabes des X. Armee-Korps ernannte. Unter gleichzeitiger Beförderung zum Oberst war er ab dem 14. Mai 1894 Kommandeur des in Frankfurt (Oder) stationierten Grenadier-Regiments „Prinz Carl von Preußen“ (2. Brandenburgisches) Nr. 12. Beim chinesischen Vizekönig Li Hung-Chang leistete er vom 9. Juni bis 4. Juli 1896 „Ehrendienst“.

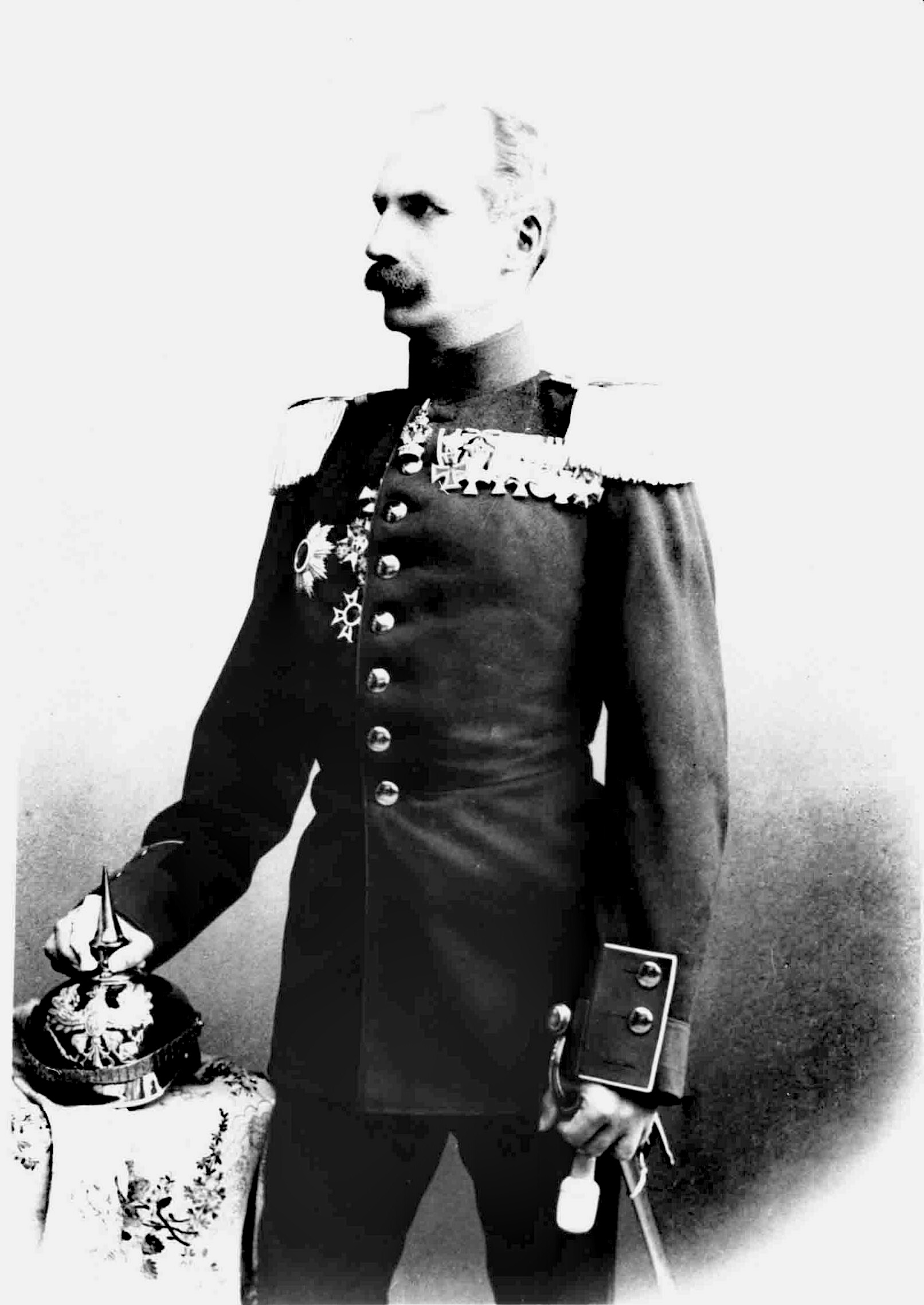
Generalmajor Liebert als Gouverneur von Deutsch-Ostafrika

Zu dem Zweck einer Verwendung als Gouverneur in Deutsch-Ostafrika schied Liebert am 3. Dezember 1896 aus der Preußischen Armee und trat unter Stellung à la suite der Schutztruppe für Deutsch-Ostafrika in den Kolonialdienst über. Für die Dauer der Beurlaubung des Oberstleutnants Lothar von Trotha wurde er am 16. Februar 1897 zugleich mit den Geschäften des Kommandeurs der Schutztruppe beauftragt. Am 20. Juli zum Generalmajor befördert, wurden ihm die Geschäfte des Kommandeurs der Schutztruppe am 22. September 1897 bis auf Weiteres übertragen. Zum 1. Januar 1900 wurde Liebert durch Wilhelm II. in den erblichen Adelsstand erhoben. Als Gouverneur der Kolonie zog er sich vor allem durch massive Steuererhöhungen den dortigen Unmut zu.
Unter der Enthebung von seinen Stellungen als Folge der von ihm herbeigeführten Unruhen in Deutsch-Ostafrika wurde Liebert am 13. März 1901 wieder in der Preußischen Armee angestellt. Zunächst befand er sich bei den Offizieren von der Armee, wurde am 9. April mit der Führung der 6. Division in Brandenburg beauftragt und mit seiner Beförderung zum Generalleutnant am 18. Mai 1901 zum Kommandeur ernannt. In Genehmigung seines Abschiedsgesuches wurde Liebert am 7. April 1903 mit der gesetzlichen Pension zur Disposition gestellt.
Nach Ausbruch des Ersten Weltkriegs wurde Liebert am 4. Oktober 1914 reaktiviert und zunächst als Kommandant von Lodz eingesetzt. Bereits am 7. November wurde er von diesem Posten enthoben und seine Mobilmachungsbestimmung aufgehoben. Erst am 14. Januar 1915 wurde er abermals reaktiviert und zum Kommandeur der 15. Reserve-Division ernannt, mit der er in der Folgezeit an der Westfront während der Herbstschlacht in der Champagne zum Einsatz kam. In dieser Stellung verlieh ihm Wilhelm II. am 27. Januar 1916 den Charakter als General der Infanterie. Das Patent zu diesem Dienstgrad erhielt Liebert dann mit der Übernahme als Führer des Generalkommandos z. b. V. Nr. 54 am 25. Februar 1917. Mit diesem war Liebert bei der 7. Armee an den erfolgreichen Abwehrkämpfen an der Aisne beteiligt und wurde für seine Leistungen am 6. Juni 1917 mit dem Orden Pour le Mérite ausgezeichnet. Kurz darauf enthob man ihn am 17. Juni aufgrund des Überschreitens der Altersgrenze von seinem Posten und versetzte Liebert unter Verleihung des Kronenordens I. Klasse mit Schwertern in den endgültigen Ruhestand.

### Politiker
Im Jahr 1904 wurde Liebert Gründungsvorsitzender des Reichsverbands gegen die Sozialdemokratie in Berlin, Mitglied der Hauptleitung des Alldeutschen Verbands, Mitglied im Vorstand der Deutschen Kolonialgesellschaft und war 1909 einer der Initiatoren des rechtskonservativen Deutschen Frauenbunds. Von 1907 bis 1914 war er Mitglied des Reichstags als Abgeordneter der Reichs- und Freikonservativen Partei (RFKP).
Im Alldeutschen Verband verfocht Liebert mehrfach die Rassentheorien. So hielt er auf dem Verbandstag am 27. und 28. Mai 1904 in Lübeck einen Vortrag über „Die Zukunftsentwicklung unserer Kolonien“, in dem er sich gegen einen angeblichen „Rassenverderb“ in den Deutschen Kolonien aussprach. Auf dem Erfurter Verbandstag vom 6. September 1912 griff er die vom Reichstag beschlossene Rechtsgültigkeit der „Mischehen“ in den Kolonien an, bzw. bezeichnete den diesbezüglichen Antrag als „jedem Rassengefühl und Rassenstolz ins Gesicht“ schlagend.
Kurz vor Auflösung des Preußischen Herrenhauses wurde Liebert 1918 noch zu dessen Mitglied berufen.
Liebert betätigte sich auch als Militärschriftsteller und bediente sich dabei gelegentlich des Pseudonyms „Sarmatikus“. Dieses Pseudonym benutzte er für seine 1880 erarbeitete osteuropäische Kriegsstudie, die er unter gleichem Pseudonym noch einmal 1886 neu bearbeitete. Darin beschrieb er die gesamte Region zwischen Weichsel, Djepr und dem Kaukasus als mögliches Zielgebiet deutscher Eroberung und Kolonisierung, das Teil eines künftigen deutschen Kontinentalimperiums werden sollte.
Zum 1. Dezember 1929 trat er in die Nationalsozialistische Deutsche Arbeiterpartei ein (Mitgliedsnummer 174.658).

### Familie
Liebert hatte sich am 27. April 1876 in Kiel mit Helene Dittmer verheiratet. Sie war die Tochter des Weingroßhändlers und Kaufmanns Ernst Dittmer (1856–1898). Aus der Ehe ging die Tochter Elsa (* 1877) hervor, die den Badekommissar Hans von Moser heiratete. Nach dem Tod seiner Frau heiratete er 1899 in Daressalam deren Schwester Maria Charlotte (* 1872).

## Veröffentlichungen
- Deutschland Heldenzeit 1870/71. Schlachtschilderungen. 1914.
- Feldmarschall Neithardt von Gneisenau. Ein Lebensbild. 1914.
- Generalfeldmarschall Graf Hellmuth von Moltke. Eine Lebensskizze. 1914.
- Aus einem bewegten Leben. Erinnerungen. 1925.

## Auszeichnungen (Stand 1902)
- Roter Adlerorden II. Klasse mit Eichenlaub und Schwertern[11]
- Russischer Orden der Heiligen Anna III. Klasse[11]
- Kommandeur des Ordens Heinrichs des Löwen[11]
- Ordens der Eisernen Krone II. Klasse[11]
- Orden vom Doppelten Drachen[11]

## Verweise